# DANA (САУ)
152-мм самохідна гармата-гаубиця vz.77 «Дана» (чеськ. Samohybná kanónová houfnice vzor 77 Dana (ShKH vz. 77 DANA); назва DANA походить від «dělo automobilní nabíjené automaticky» — автомобільна гармата з автоматичним заряджанням) — колісна самохідна артилерійська установка з гарматою калібром 152 мм. Розроблено її в 1970-х роках у колишній Чехословаччині.
Гаубицю встановлено на шасі Tatra 813 з колісною формулою 8×8.

## Історія
Розроблена в другій половині 1970-тих у КБ Konštrukta Trenčín для потреб Чехословацької народної армії. Це мала стати система вогневої підтримки — аналог радянських 2С3 «Акація», але власного виробництва.
Розробка була завершена в 1976 році, виробництво було налагоджене на підприємстві ZTS Dubnica nad Váhom.
На відміну від багатьох інших гаубиць того періоду, DANA має колісне шасі. Вона побудована на базі вантажівки Tatra 815 (8x8) і була прийнята на озброєння у 1981 році. Серійне виробництво розпочалося у 1981 році і завершилося у 1994 році, всього було виготовлено понад 750 одиниць.
Серед іншого, постачалась на експорт до Польщі та Лівії.

## Конструкція

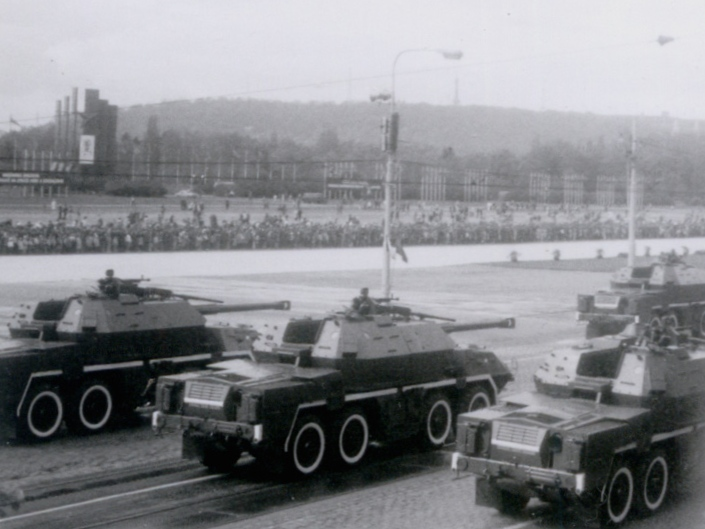
DANA на військовому параді у Празі, травень 1985 року

Істотною відмінністю DANA від тогочасних самохідних артилерійських установок було використання колісного шасі та інноваційного автомата заряджання, котрий був першим у своєму роді на час прийняття на озброєння.
Кабіна встановлена на шасі спереду, бойове відділення знаходиться посередині, моторне відділення знаходиться в задній частині шасі.
В кабіні знаходиться місце для механіка-водія та командира екіпажу.
Броньована башта встановлена на поворотному кріпленні, пристосованому до колісного шасі Tatra 815 (8×8). Башта розділена механізмом гасіння відбою гармати.
Ліва половина башти зайнята навідником і першим заряджаючим та містить різноманітні опто-електронні прилади прицілювання та управління вогнем, електромеханічні засоби наведення гармати, пристрій автоматичної подачі заряду, а також допоміжний магазин боєприпасів.
Права сторона башти містить механізовану систему доставки снаряда, яка управляється другим заряджаючим.
Основною зброєю DANA є 152-мм гаубиця з фіксованим нарізним кроком нарізу ствола, оснащена єдиною розширювальною камерою. Гаубиця має напівавтоматичний, вертикально — розсувний клин — казенник, який відкривається зліва. Пристрій гасіння відбою складається з гідравлічного буфера, двох пневматичних зворотних циліндрів та контрольного плунжера, який регулює переміщення буферної системи.
Навдення гармати здійснюється за допомогою електрогідравлічної системи або резервного ручного механізму.
Особливість DANA в тому, що її автомат заряджання може працювати при будь-якому куті піднесення ствола.
Оскільки в перших версіях DANA відсутня гіроскопічна або подібна система для незалежного, автоматизованого та автономного прицілювання, навідник гаубиці має панорамний приціл ZZ-73 з коліматором PG1-M-D для непрямого наведення гармати. Цей приціл має горизонтальну шкалу, для наведення за азимутом від опорних точок. Таким чином, перші версії DANA не автономні, оскільки потребують додаткові пристрої для наведення на ціль (або позиції для стрільби мають бути попередньо підготовлені).
Для стрільби прямим наведенням служить телескопічний приціл OP5-38-D.

## Модифікації

### 152 мм Ondava

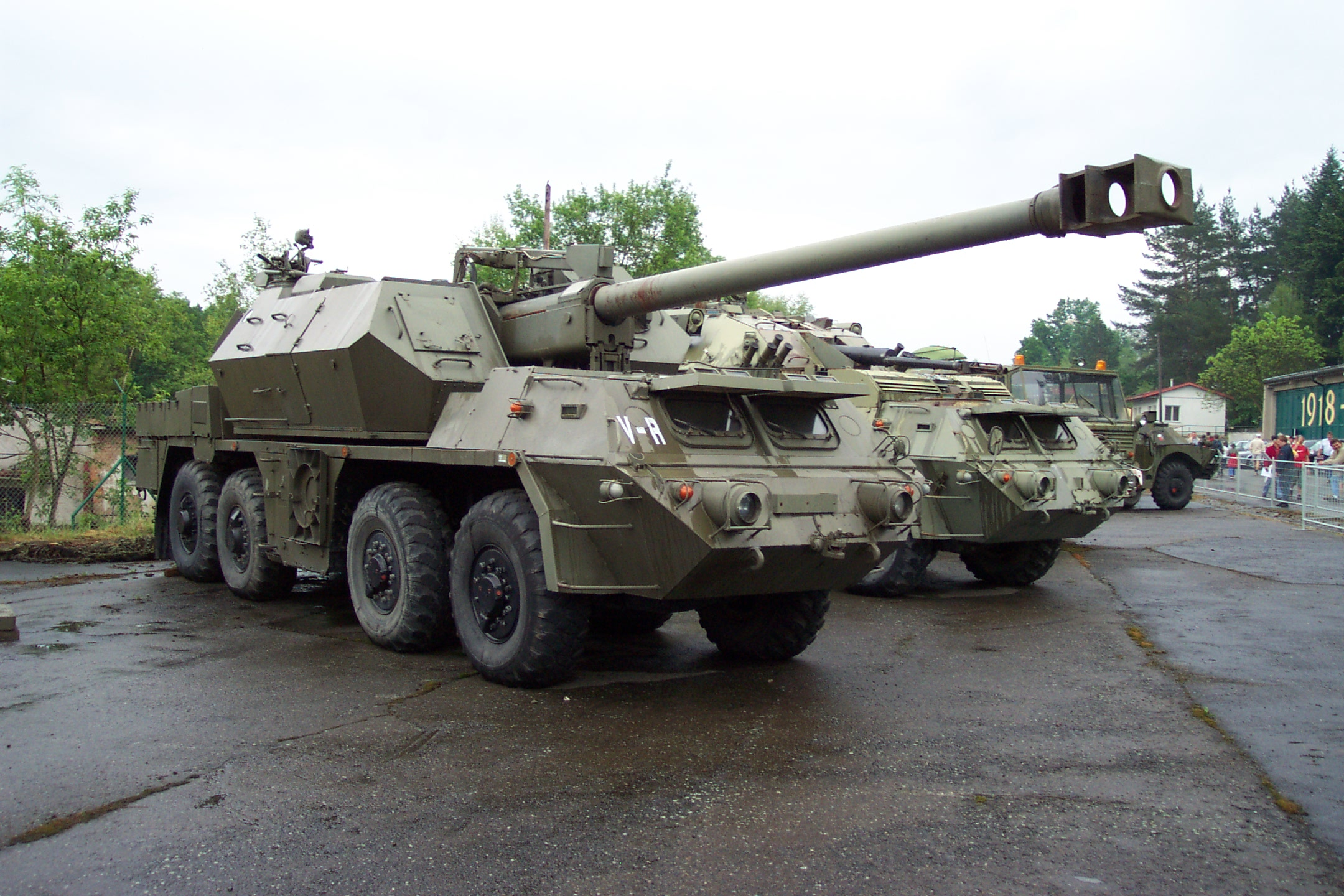
152 мм ShKH Ondava

Проєкт «Ондава» мав на меті підвищити тактико-технічні характеристики самохідної гаубиці. Гаубиця мала довший ствол — 47 калібрів, нове дулове гальмо, новий автомат заряджання, тощо. Максимальна відстань вогню зросла до 30 км.
Проєкт був закритий під час розпаду Чехословаччини після «Оксамитової» революції.
Технічні напрацювання були використані у проєкті Zuzana.

### 152 мм MODAN vz.77/99
Модифікація ShKH MODAN була розроблена в Словаччині. Були поліпшені дальність, точність та темп вогню. Була модернізована бортова система управління вогнем, завдяки чому вдалось зменшити обслугу з 5 до 4 чоловік.

### 152 мм DANA-M1 CZ
Модифікація DANA-M1 CZ була розроблена в Чехії компанією Excalibur Army. Була встановлена нова система управління вогнем, засоби навігації, модифіковане шасі з двигуном T3-930.

### 152 мм DANA M2

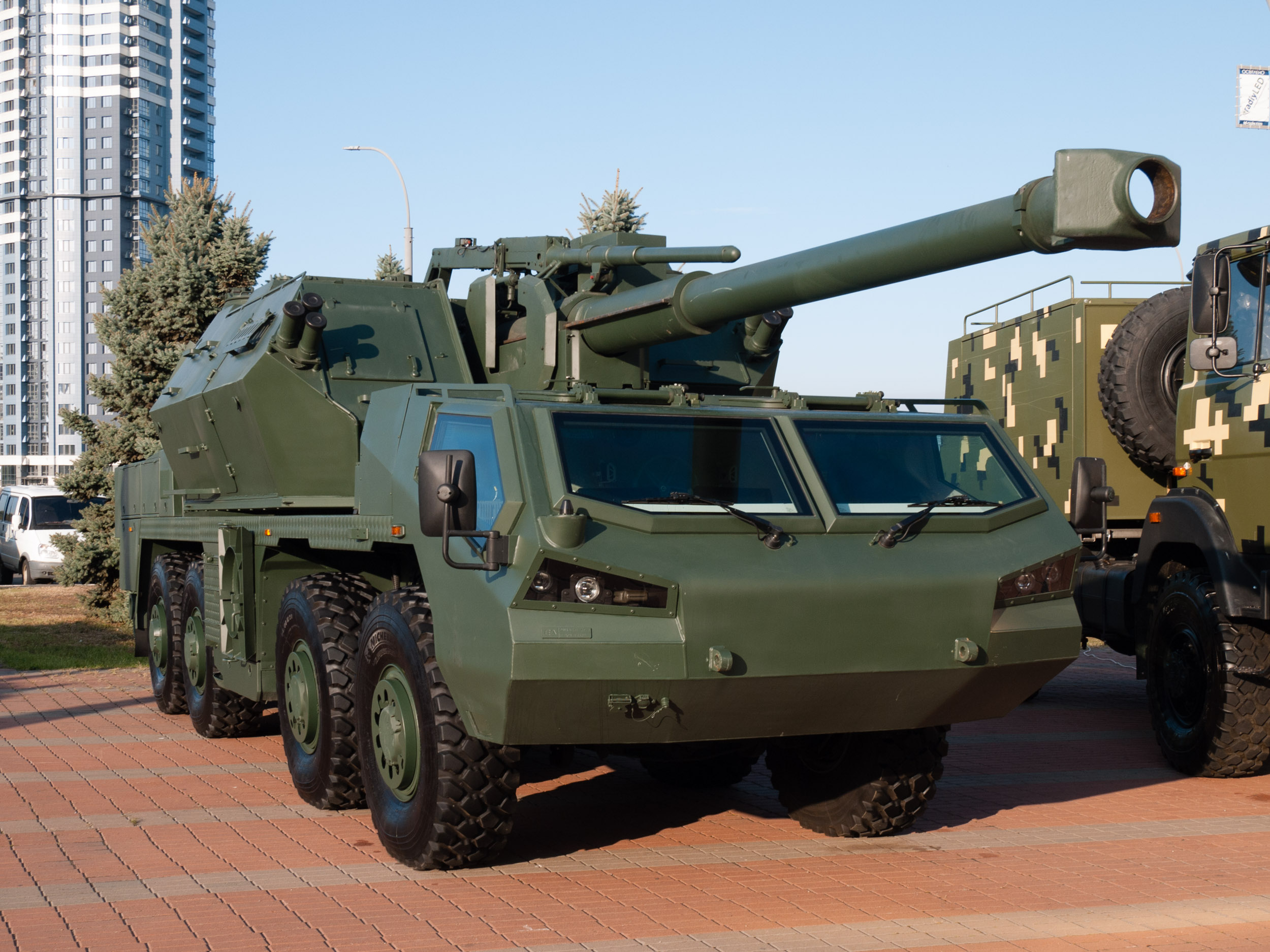
«DANA-M2» на виставці «Зброя та безпека», 2019 рік

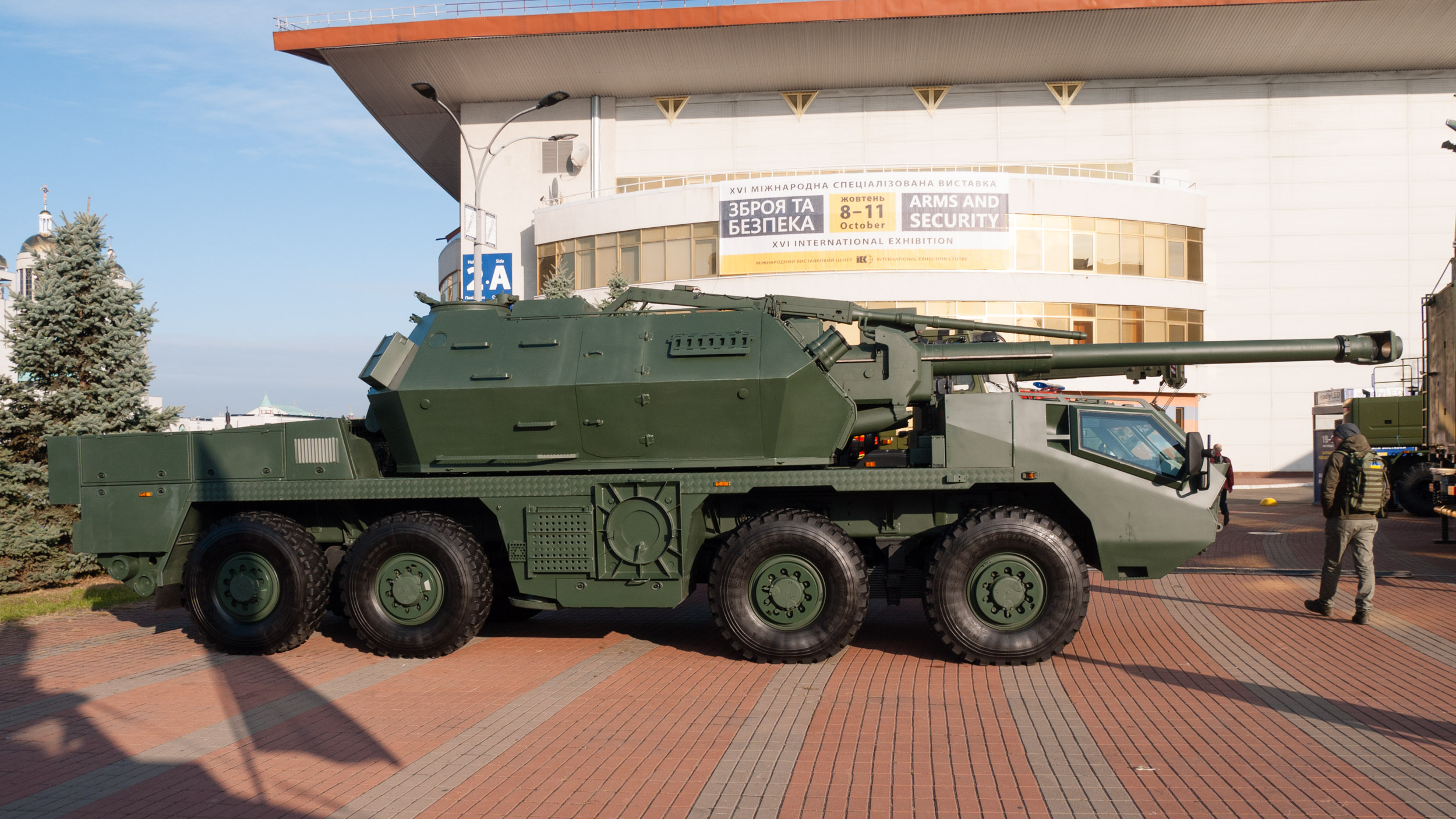
«DANA-M2» на виставці «Зброя та безпека», 2019 рік

«DANA-М2» — сучасний варіант модернізації 152 міліметрової самохідної гаубиці vz.77 DANA, виконаною компанією Excalibur Army (Чехія) у 2017 році. Має вищу мобільність та швидкість приведення у бойове положення, вищу точність стрільби та підвищену прохідність.
Високий ступінь автоматизації значно скорочує інтервал часу з отримання бойової інформації про ціль до моменту її ураження. Нова функція автоматичного наведення дозволяє швидше та повністю автоматизувати позиціонування гармати у бойовому положенні.
За словами полковника Сергія Мусієнко, голови комісії, яка досліджувала дану модифікацію, серед наявних режимів вогню є й повністю автоматичний, коли командир вводить необхідні параметри цілі, а решта членів обслуги лише спостерігає за правильністю роботи механізмів гармати.
Гаубиця може здійснювати стрільбу далекобійними пострілами, спеціально призначеними для неї, та пострілами до гармат Д-20 і 2С3 «Акація».
Максимальна дальність стрільби самохідної гаубиці «DANA-М2» складає:
- далекобійним пострілами зі снарядами покращеної аеродинамічної форми з донним газогенератором;— до 25,5 км;
- далекобійними пострілами зі снарядами покращеної аеродинамічної форми — до 20,2 км;
- пострілами для Д-20 — до 18,2 км.

У порівнянні з радянськими аналогами СГ «DANA-М2» має збільшену майже в 1,5 рази дальність стрільби (для 2С3 — дальність стрільби звичайним снарядом — 17,1 км, активно-реактивним — 20,4 км). Крім того, СГ «DANA-М2» має збільшену швидкострільність 5 постр./хв. (2С3 — 3-4 постр./хв.), обладнана автоматизованою системою заряджання, має захист кабіни на рівні STANAG 4569 level 1, має кращі показники мобільності — швидкість руху 80 км/год. (2С3 — до 60 км/год.), а також значно менші витрати на експлуатацію — витрата пального близько 60-100 л на 100 км (2С3 — 180—220 л на 100 км).
СГ «DANA-М2» оснащена сучасною автоматизованою системою керування вогнем. Має можливість здійснити серію пострілів, які влучать у ціль майже одночасно.

#### Тактико-технічні характеристики
Виробник заявляє такі тактико-технічні характеристики для модифікації «DANA-M2»:
- Маса: 30,2 т
- Шасі: Tatra 815 VP 31M 8×8
- Обслуга: 1 + 4
- Габарити:
  - Довжина: 11456 мм
  - Ширина: 3000 мм
  - Висота: 3350 мм
- Рухливість:
  - Двигун: Tatra T3-930-52M V12, потужність 265 кВт
  - Максимальна швидкість (пересічною місцевістю): 90 км/год (25 км/год)
  - Запас ходу: 600 км (50 % менше пересічною місцевістю)
  - Доланий брід: 1,4 м (без підготовки)
  - Градієнт: 30°
  - Бічний ухил: 15°
  - Вертикальна перепона: 0,6 м
  - Доланий рів: 2,0 м
- Озброєння:
  - Основна гармата: 152,4 мм гаубиця
  - Максимальна відстань вогню (DN1CZ HE ER BB): 20 км (25,5 км)
  - Кут піднесення: -4°/70°
  - Траверс: ±225° (±45° при піднесенні для стрільби на максимальну відстань)
  - Темп вогню (1-ша хвилина): 5 пострілів/хвилину
  - Темп вогню (сталий): 4 постріли/хвилину
  - Боєзапас: 40 (60)
  - Допоміжне озброєння: 12,7 мм НСВТ

### 155 мм M2000 Zuzana
Модифікація ShKH Zuzana отримала ствол калібром 155 мм (для використання боєприпасів стандартів НАТО) завдовжки 45 калібрів.
Прийнята на озброєння словацької армії в 1998 році. Станом на 2020 рік на озброєнні перебувало 16 одиниць. Існують плани збільшити цю кількість.
Версія M2000G цієї модифікації була створена для потреб національної гвардії Кіпру, має інші системи зв'язку, димові гранатомети калібру 76 мм, а замість НСВТ встановлено кулемет калібру 7,62 мм. Прийнята на озброєння в 2001 році.

### 155 мм A40 Himalaya
Модифікація ShKH Himalaya була розроблена для іноземних замовників, відрізняється використанням гусінного шасі. Фактично тут використана бойова частина від ShKH Zuzana та шасі від танка Т-72 з двигуном S1000.

### 155 мм Zuzana 2
Спершу мала назву «Zuzana A1», потім «Zuzana XA-1». Найновіша версія модифікації ShKH Zuzana. Вперше представлена в 2004 році.
Має ствол калібру 155 мм та 52 калібрів завдовжки (155/52). Також зміни торкнулись башти, шасі отримало новий двигун: Tatra T3B-928.70 потужністю 330 кВт.

### 155 мм DITA

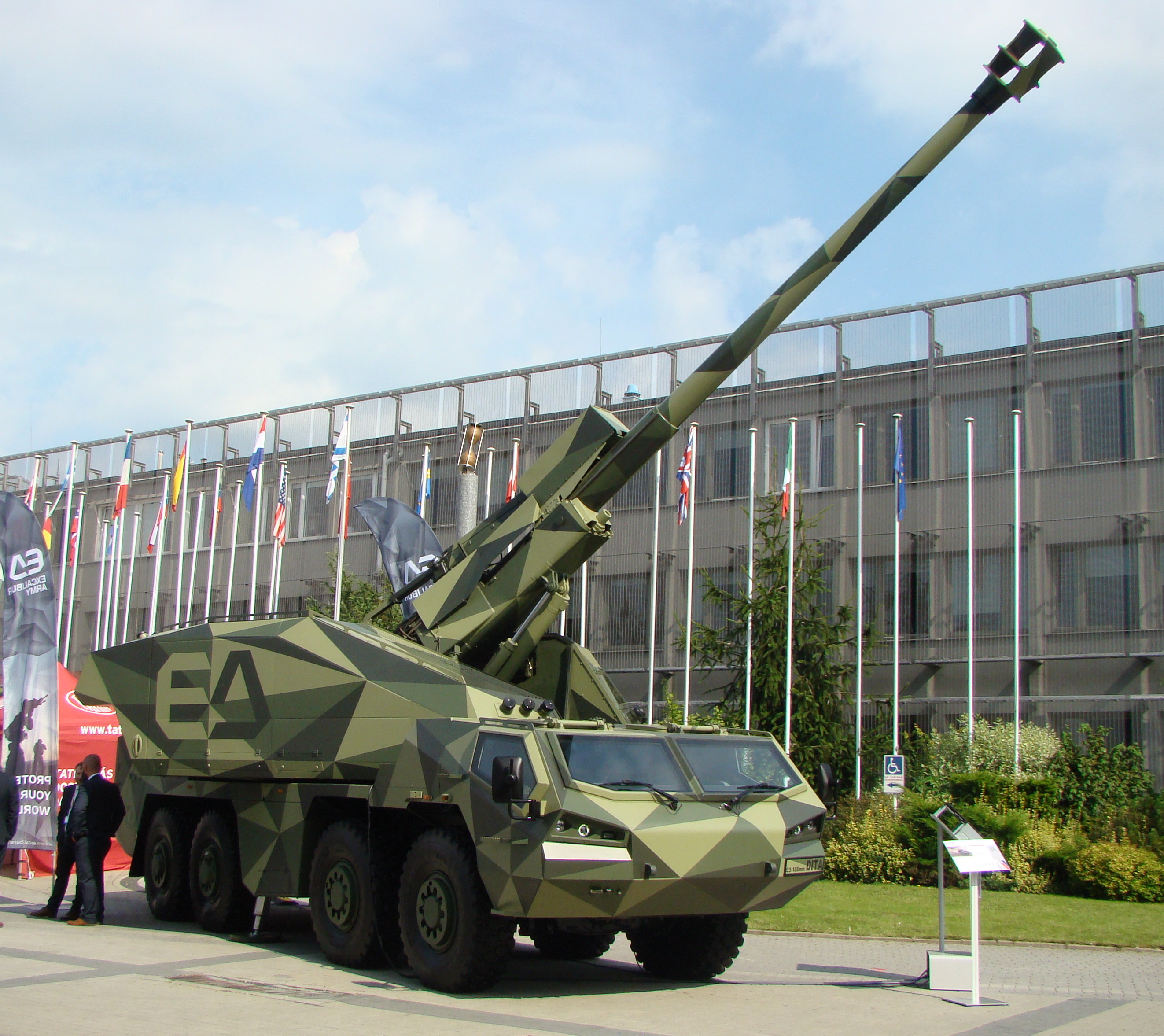
САУ DITA на виставці MSPO 2021

В січні 2021 року був представлений прототип нової САУ — DITA. Вона матиме гармату калібром 155 мм, сумісну зі стандартними боєприпасами НАТО. Башта буде повністю автоматизована, таким чином обслуга САУ складатиметься з двох чоловік: водій та командир.
САУ керується за допомогою системи контролю М4 з сенсорним екраном. Її панель є зйомною, що дозволяє керувати баштою перебуваючи поза кабіною. Управління вогнем, завдяки автоматизації, може здійснювати одна людина.
Боєкомплект складатиметься зі 40 снарядів. Максимальна відстань вогню — 39 км.
Також з'явиться можливість встановлювати башту на гусінне шасі.
Показана на міжнародній виставці озброєнь IDEX-2021 в Абу-Дабі, було поширено відео роботи автомата заряджання гармати.

## Бойове застосування
Дві грузинські установки були знищені та ще дві захоплені під час російсько-грузинської війни в серпні 2008 року.
П'ять одиниць були на озброєнні в польського контингенту в провінції Газні в Афганістані.
Перебували на озброєнні азербайджанської армії та активно використовувались у Другій карабаській війні восени 2020 року.

### Російсько-українська війна
За інформацією видання Defense Express отриманої з власних джерел, Україна придбала партію машин Dana ShKH vz. 77 та сучасного варіанту модернізації Dana-M2. Кількість закуплених машин та інші деталі угоди з питань безпеки не розголошуються. Проте відомо, що всі отримані машини активно служать для відбиття російського вторгнення в 2022 р.
В середині травня 2022 року було поширене відео установок «Дана» в Україні. Проте із нього не було зрозуміло, чи установки перебувають на навчаннях, чи беруть участь в бойових діях.
В грудні 2022 року  Українські військові показали бойове застосування колісної самохідної артилерійської установки Dana. 110-та окрема механізована бригада імені генерал-хорунжого Марка Безручка ЗСУ опублікувала відео з роботою цією САУ.
Станом на 24 травня 2025 року редактори Oryx Blog знайшли фото чи відео підтвердження безповоротної втрати Україною 2 САУ vz. 77 DANA: 2 знищено та ще 4 одиниці отримали пошкодження.

## Оператори

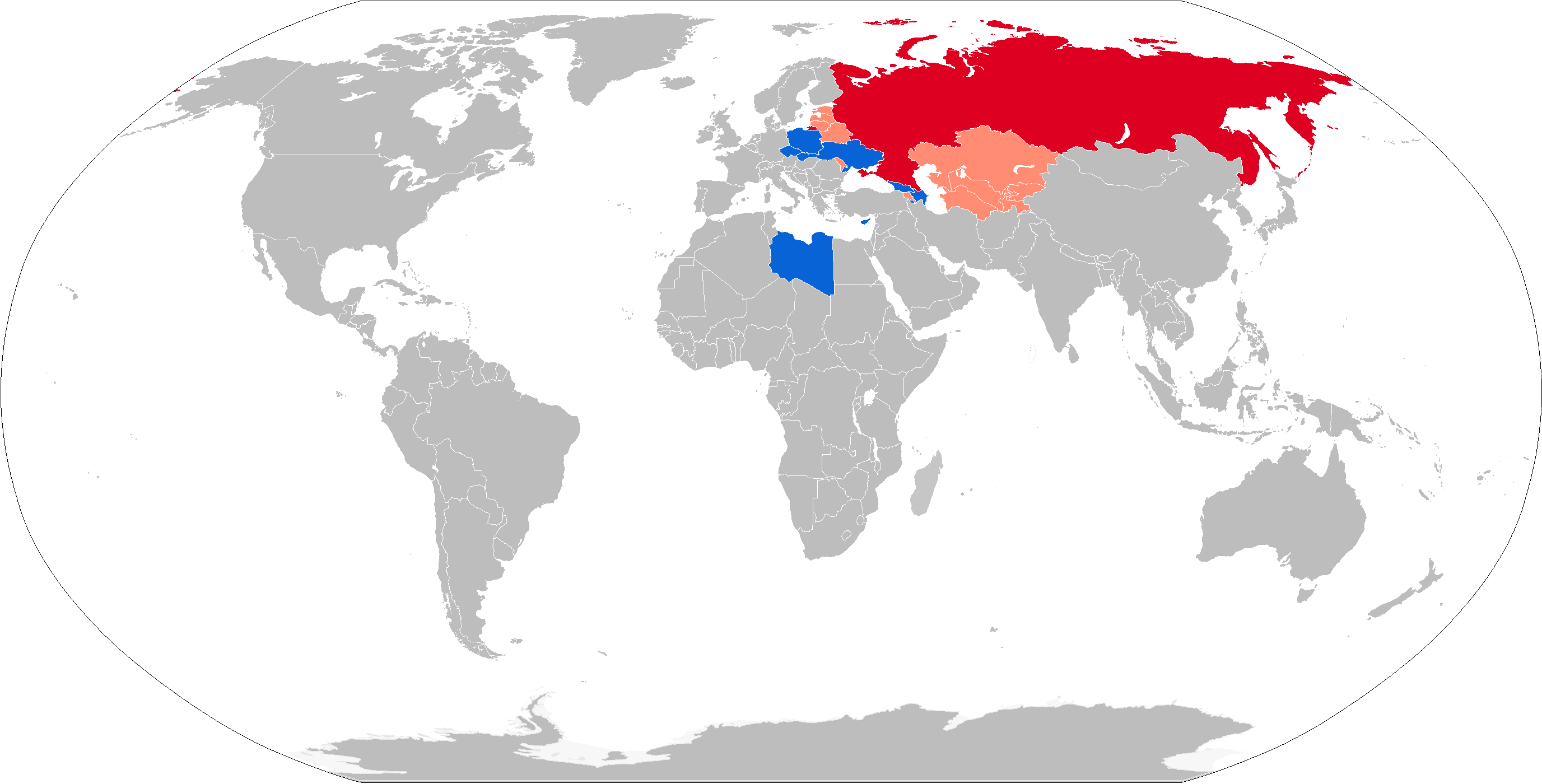
Карта операторів САУ «Дана». Синім позначені нинішні оператори, червоним колишні оператори.

### Поточні
- Азербайджан — 36 DANA-M1M на озброєнні, станом на 2024 рік[20][21][22][23][24].
- Чехія — 48 152-мм vz.77 DANA на озброєнні і близько 38 одиниць на зберіганні, станом на 2024 рік[25].
- Польща — 108 vz.77 DANA та 3 DANA-M на озброєнні, станом на 2024 рік[26].
- Словаччина — 3 vz.77 DANA на озброєнні, станом на 2024 рік[27]
- Грузія — 32 vz.77 DANA на озброєнні, станом на 2024 рік[28]
- Україна — 12 152-мм vz.77 DANA та деяка кількість DANA-M2 на озброєнні, станом на 2024 рік[29].
  - DANA M2, було замовлено 26 одиниці в 2020[30], невідома кількість, доставлена з Чехії у 2022 році[31][32].
    - 56-та окрема мотопіхотна Маріупольська бригада[33]
    - 122-га окрема бригада територіальної оборони[34]

  - Vz. 77, невідома кількість, доставлено з Чехії з 2023 року[32][35].
    - 110-та окрема механізована бригада імені Марка Безручка[36]

### Статус невідомий
- Лівія — близько 80 одиниць vz.77 DANA на озброєнні, станом на 2010 рік[37]. Після початку громадянської війни в Лівії 2011 року статус техніки невідомий.

### Колишні
- Чехословаччина — 408, перейшли до країн-спадкоємиць  Чехія і  Словаччина.
- СРСР — 108[38]

### Україна

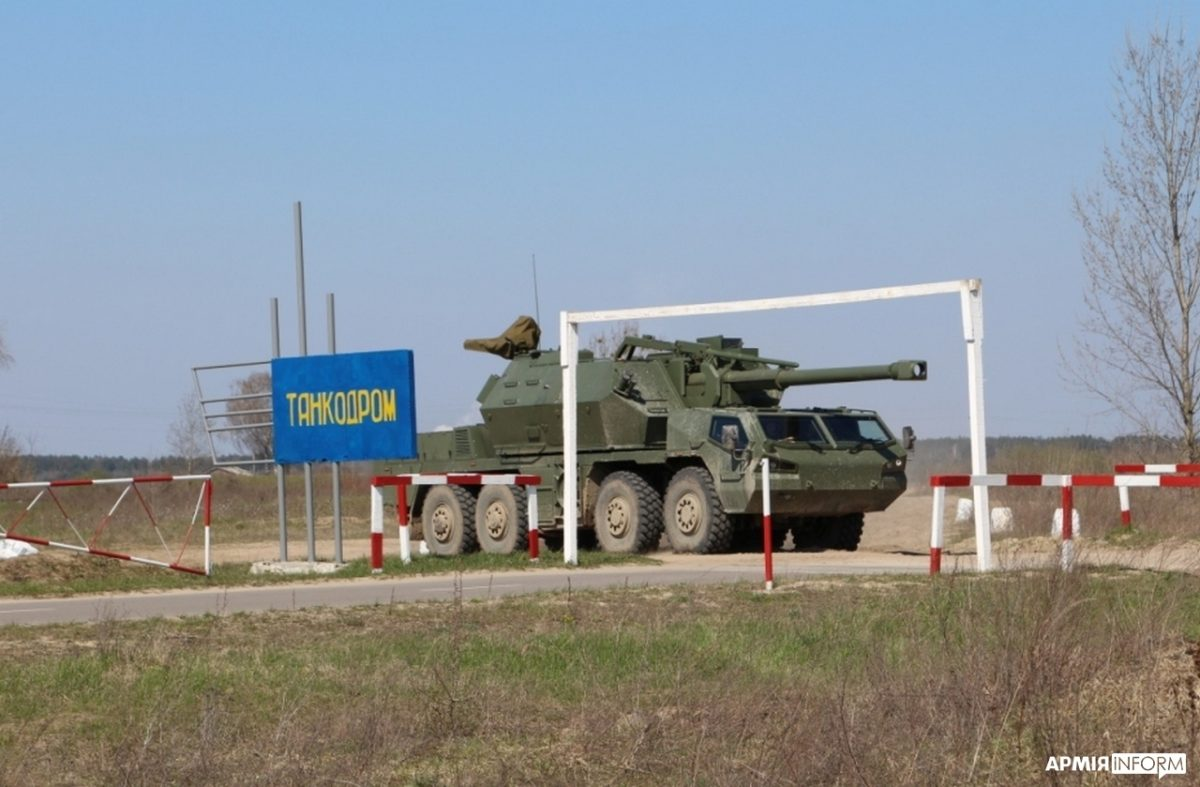
САУ «Дана М2» під час випробувань на Рівненському військовому полігоні, квітень 2021 року

В 2018 році було укладено угоду на придбання 66 одиниць (згодом зменшено до 26) модернізованих DANA M2, що перебували на озброєнні Чеської армії (за іншими даними — нового виробництва).
Вперше публічно інформацію про розгляд закупівлі 152-мм САУ «Дана» для заміни наявних на озброєнні застарілих буксованих гармат Д-20 та самохідних артилерійських установок 2С3 «Акація» озвучив начальник управління РВіА командування підготовки Командування Сухопутних Військ ЗСУ генерал-майор Андрій Маліновський.
За результатами аналізу та порівняння наявних зразків артилерійських систем подібного типу та відповідності сучасним технічним вимогам фахівцями Міністерства оборони України та Генерального штабу, САУ «ДАНА М2» була визнана однією з найкращих.
Контракт з чеською фірмою Excalibur Army на постачання 66 самохідних артилерійських систем «ДАНА М2» компанією «Укрспецекспорт» був укладений в листопаді 2018 року. Станом на 2020 рік замовник — Міністерство оборони України, зменшило кількість запланованих до закупівлі САУ до 26 одиниць. Попри це, за домовленістю з Виробником їх ціна залишається незмінною. При цьому окремо наголошувалось — контракт передбачає постачання систем нового виробництва, які не були у використанні. В листопаді 2020 року пресслужба Державної компанії «Укрспецекспорт» повідомила, що у Чехії на підприємстві Excalibur Army spol. s.r.o. вже виготовляють САУ Dana-M2 для України. Окрім придбання артилерійських установок також замовлено спеціальні боєприпаси зі збільшеною дальністю стрільби до 25,5 км типу DN1CZ.
Вартість однієї машини становитиме близько 1,5 млн доларів США, при загальній вартості контракту 40,3 млн доларів США на 26 САУ.
Міністерство оборони України, при цьому, розглядає можливість налагодження в майбутньому часткового виробництва на території України. А надалі — повний цикл виробництва на потужностях вітчизняних оборонних підприємств.

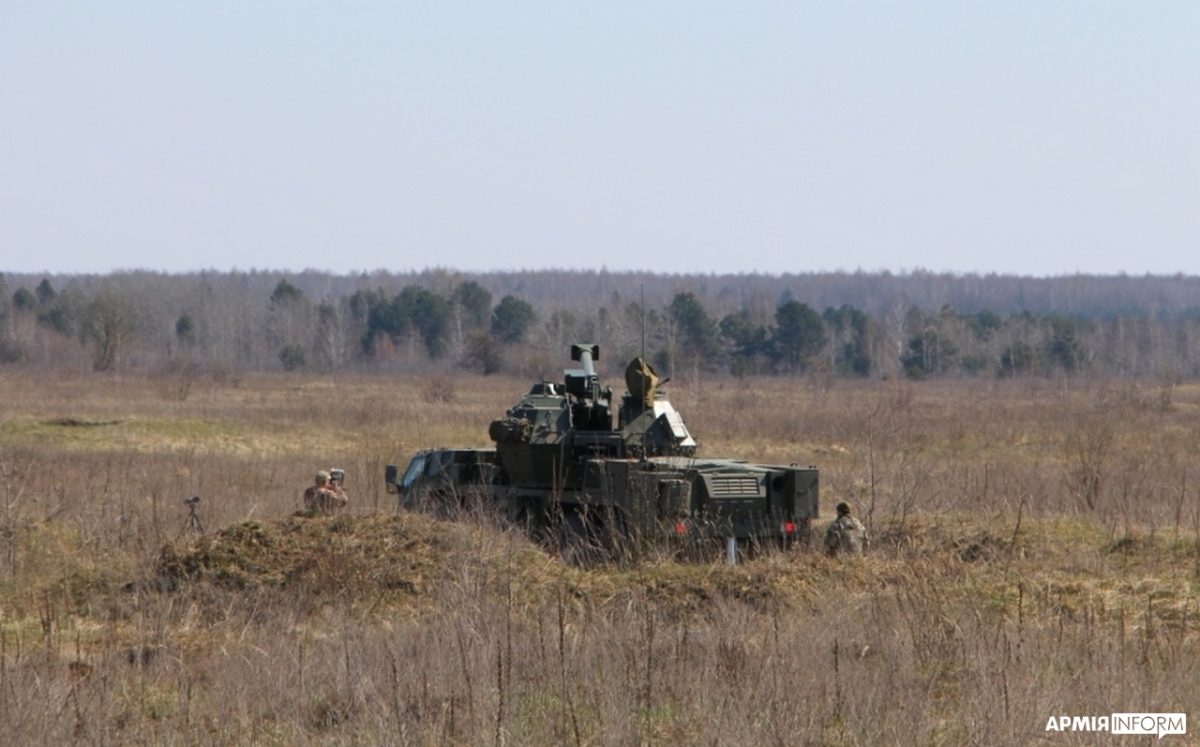
САУ «Dana-M2» під час випробувань на Рівненському військовому полігоні, квітень 2021 року

Журналісти «АрміяInform» звернули увагу, що в порівнянні з наявними аналогами у ЗСУ самохідна гаубиця «ДАНА М2» має збільшену майже в півтора рази дальність стрільби звичайними та реактивними снарядами, збільшену швидкострільність (5 пострілів на хвилину), обладнана автоматизованою системою заряджання, має кращі показники мобільності та значно більший «возимий» боєкомплект (40 пострілів). Швидкість руху САУ до 80 км на годину. Екіпаж САУ знаходиться у броньованій кабіні.
Ця версія САУ «Dana-M2» була показана в Україні на Міжнародній виставці озброєнь «Зброя та безпека» у 2018 році.
Наприкінці квітня 2021 року на військовому полігоні у Рівненській області було розпочато цикл випробувань САУ Dana-M2. Дані випробування дозволять Збройним Силам України оцінити реальні можливості 152-мм Dana-M2, включно із точністю та дальністю вогню, ефективністю системи управління, а також — ходові та експлуатаційні характеристики колісної САУ.
Під час випробувань стрільба велась по завчасно визначених цілях з непідготовленої вогневої позиції, яку займають з ходу. У даному випадку максимальна дальність пострілу становить 18 кілометрів. Екіпаж висувається в заданий район, отримує координати цілей та відкриває вогонь, після чого негайно відходить на запасні позиції.
На Всеукраїнському форумі «Україна 30. Безпека країни» командувач ДШВ генерал-лейтенант Євген Мойсюк виступив за отримання самохідних артилерійських установок Dana-M2 та самохідних мінометів десантниками.
Влітку 2021 року стало відомо, що САУ DANA M2 успішно завершили випробування в Україні і отримала схвальні відгуки українських військових.
В квітні 2022 року стало відомо про поставку Чехією близько двадцяти 152-мм установок DANA-M2
На початку травня 2022 року видання Defense Express з посиланням на власні джерела повідомило про переговори Українського уряду з виробником САУ про придбання новітніх машин DITA.
28 серпня 2023 року vz. 77 DANA було офіційно прийнято на озброєння Збройних Сил України.
28 лютого 2024 року стало відомо, що Нідерланди замовили виготовлення 9 САУ DITA для України.

## Галерея

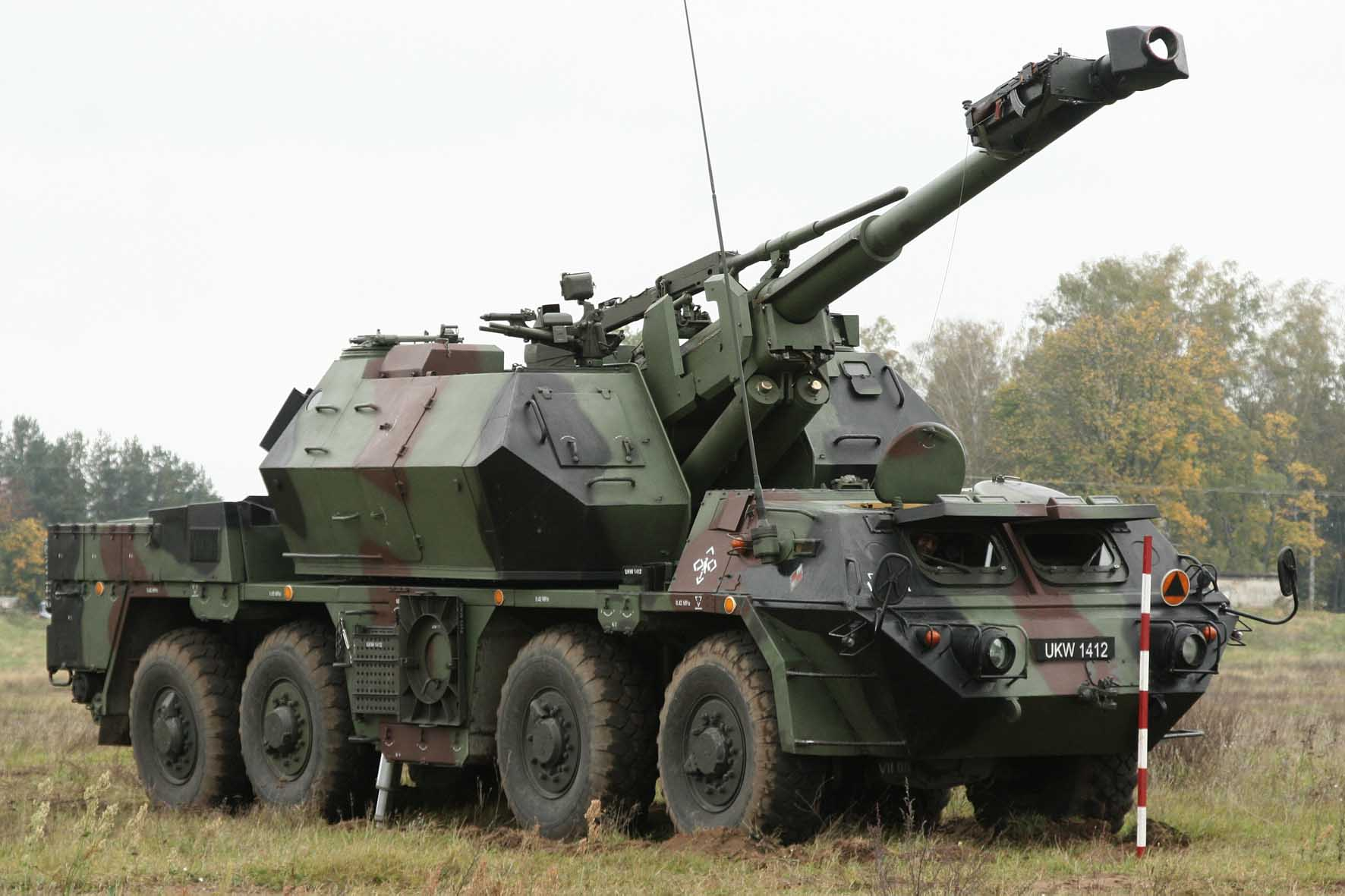
Польська САУ «Дана», 2007 рік
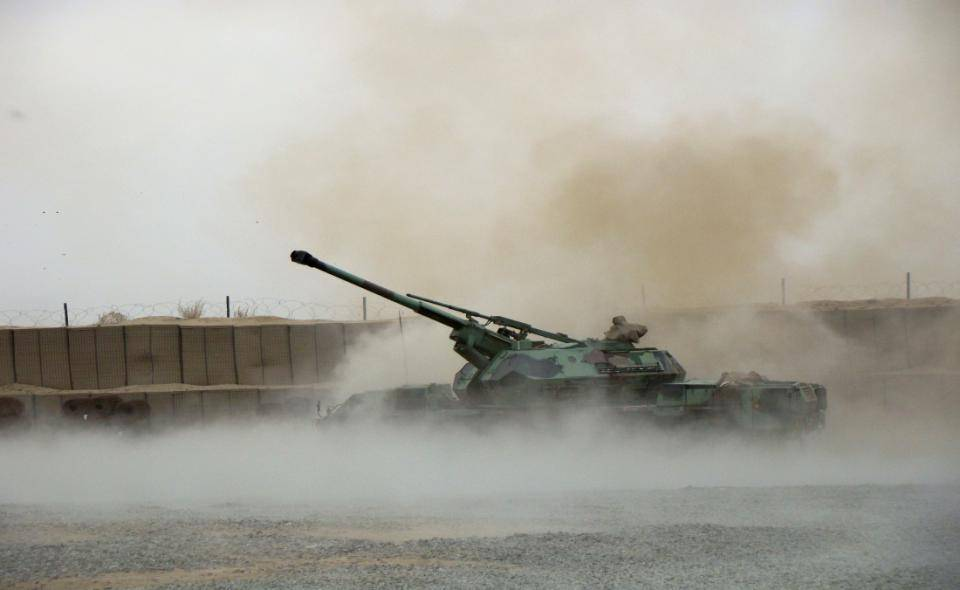
Польська «Дана» в Афганістані, 2010 рік
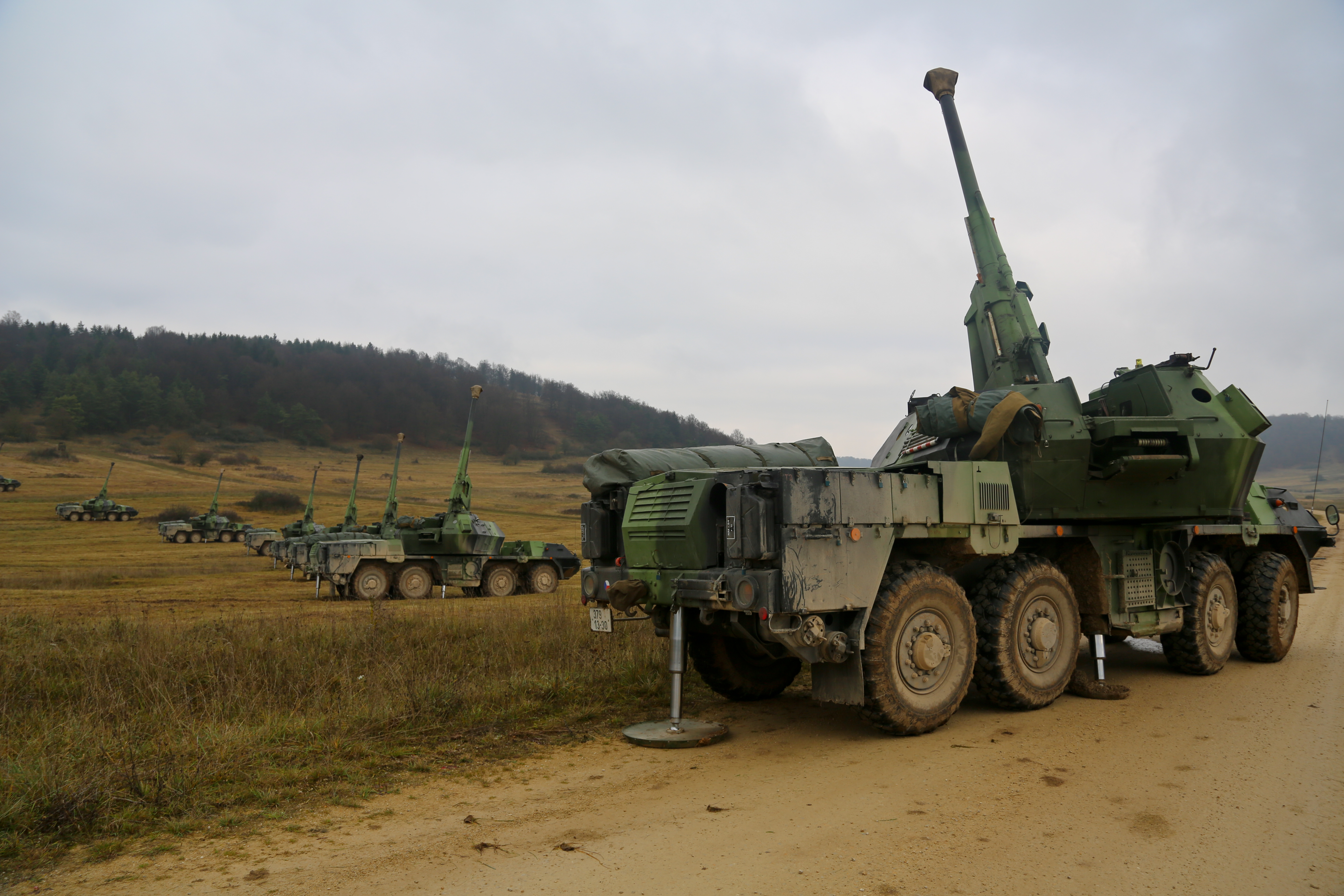
Батарея чеських САУ на навчаннях Combined Resolve, 2013 рік
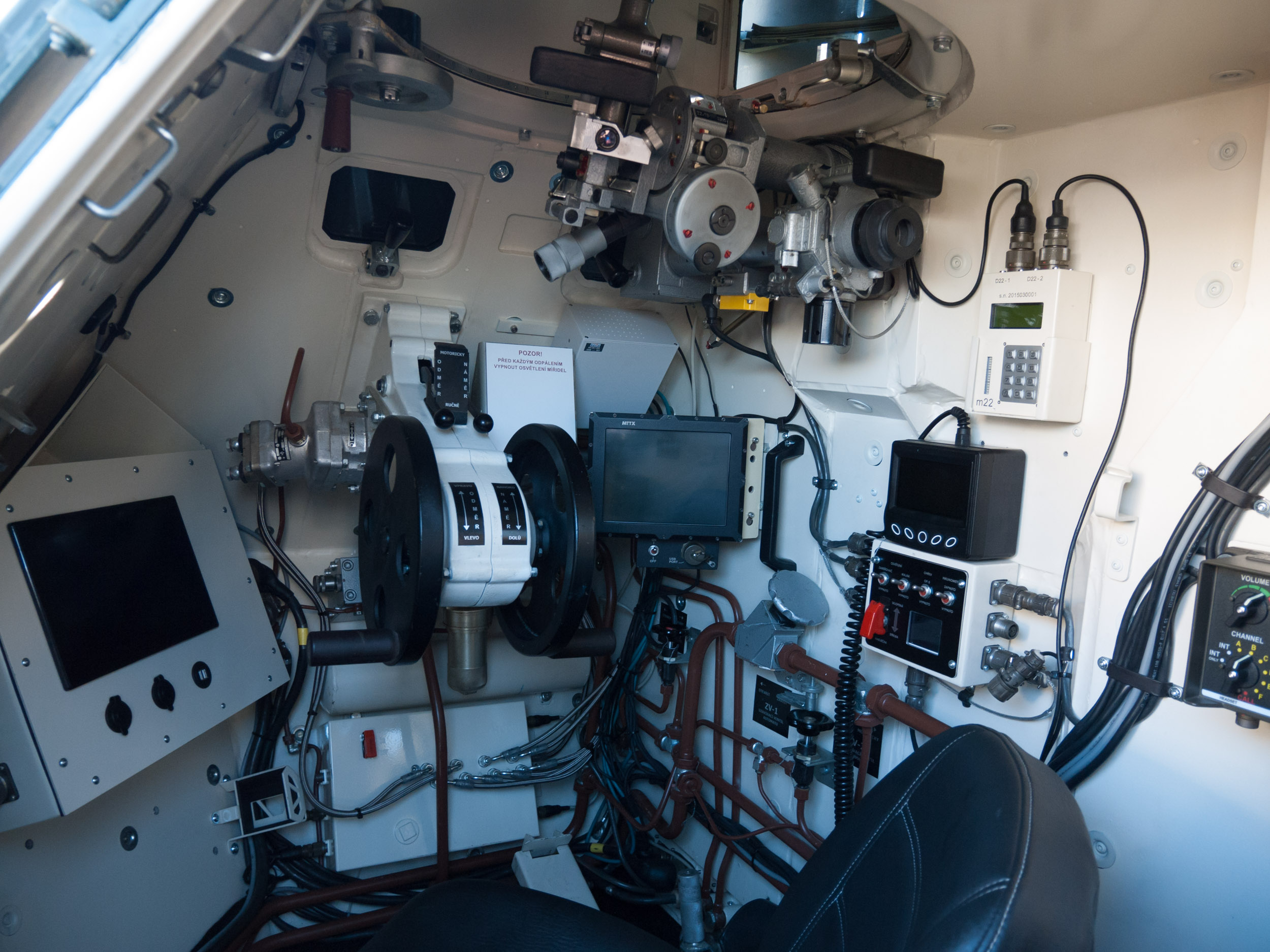
«Дана-М2» на виставці «Зброя та безпека — 2018» у Києві
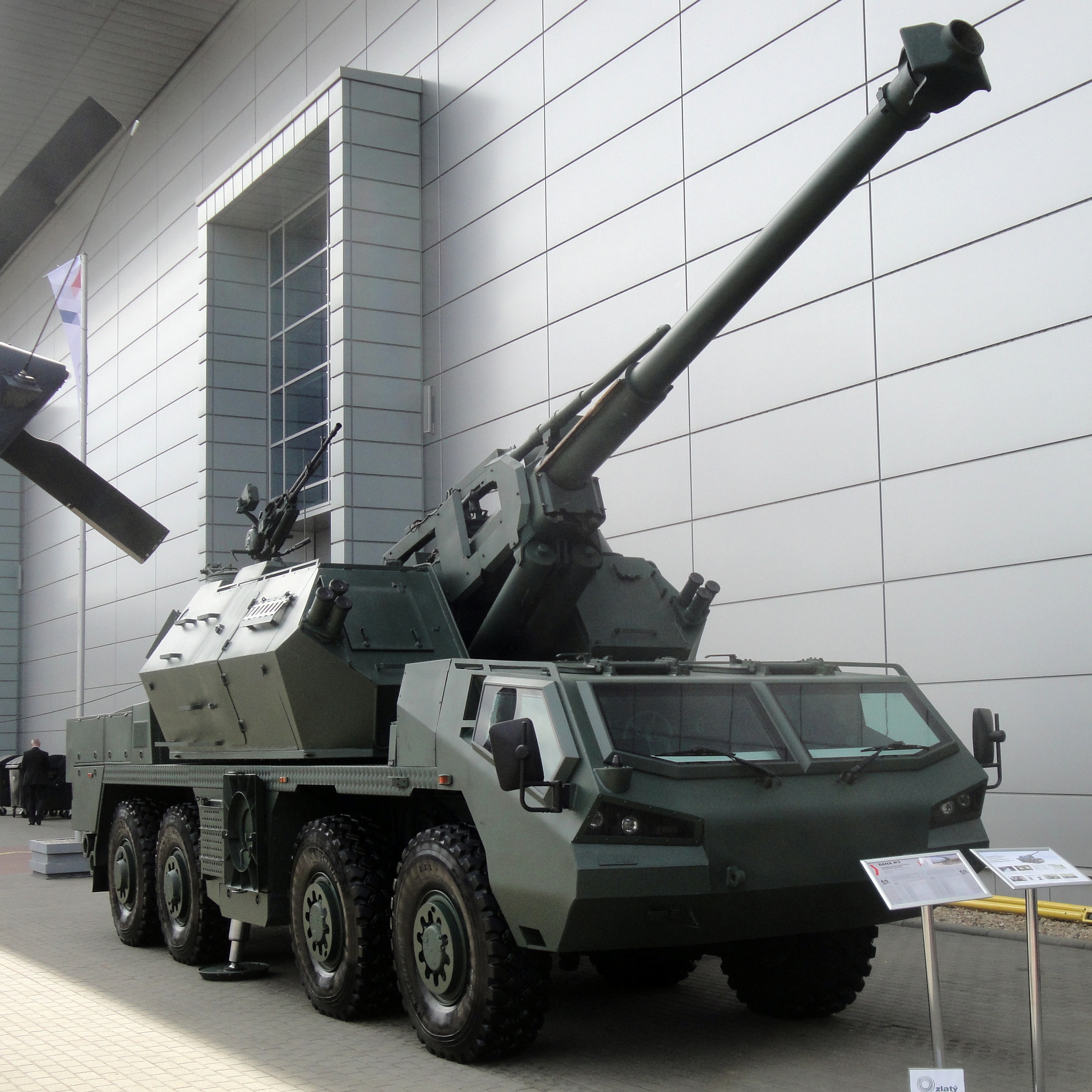
«Дана-М2» на виставці IDET/PYROS/ISET 2019 у Брно
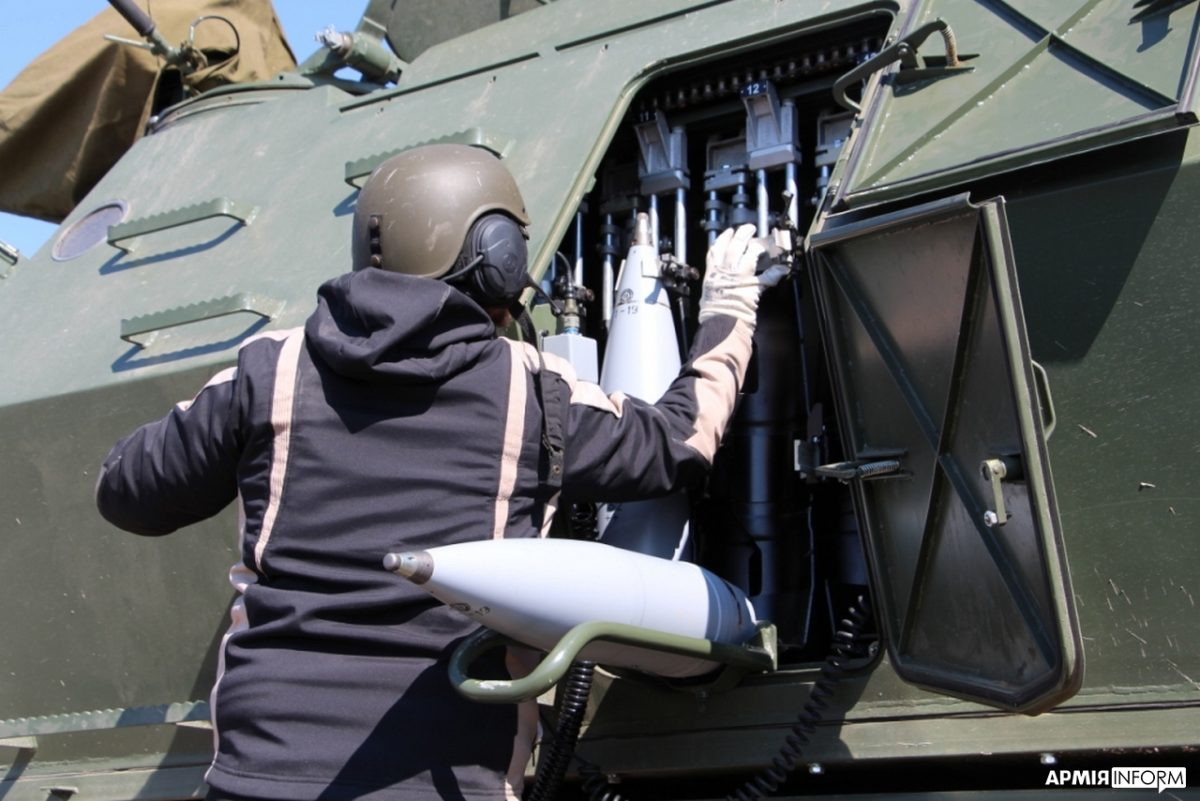
Укладка снарядів у башті «Дана-М2»